# Paul Frederik van Mecklenburg-Schwerin (1852-1923)

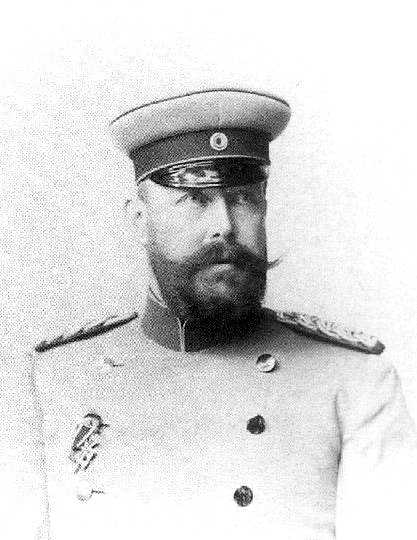
Hertog Paul Frederik van Mecklenburg-Schwerin

Paul Frederik Willem Hendrik van Mecklenburg-Schwerin (Ludwigslust, 19 september 1852 - aldaar, 17 mei 1923) was een hertog van Mecklenburg-Schwerin. Hij was de tweede zoon van Fredrik Frans II, uit diens eerste huwelijk met Augusta van Reuss-Schleiz-Köstritz en een oudere halfbroer van de latere Nederlandse prins-gemaal Hendrik.
Op 5 mei 1881 trouwde hij met zijn nicht Marie van Windisch-Graetz, dochter van Hugo van Windisch-Graetz en Louise van Mecklenburg-Schwerin. Het paar vestigde zich in Venetië, waar het een rustig en teruggetrokken zij het tamelijk luxueus leven leidde. Ze kregen vijf kinderen die een katholieke opvoeding kregen. In 1887 bekeerde ook Paul Frederik zelf zich tot het katholicisme. Zij raakten bevriend met Giuseppe Melchior Sarto, patriarch van Venetië, de latere paus Pius X. 
In 1906 werden zij, wegens hun hoog oplopende uitgaven, door hun neefje Frederik Frans IV onder curatele van de boekhouder van het Huis Mecklenburg-Schwerin gesteld.
De hertog en zijn vrouw hadden de volgende kinderen:
- Paul Frederik (1882-1904)
- Marie Louise (1883-1883)
- Marie-Antoinette (1884-1944)
- Hendrik Borwin (1885-1942)
- Jozef (1889-1889)